# Козявка прерванная
Козявка прерванная (лат. Galeruca interrupta) — вид листоедов (Chrysomelidae) из подсемейства козявок (Galerucinae).

## Описание
Длина тела имаго 6,0—8,5 мм. Верхняя часть тела светло-коричневатая, нижняя часть и ноги черноватые или чёрные.

## Подвиды
В составе вида выделяют четыре подвида
- Galeruca interrupta armeniaca Weise, 1886
- Galeruca interrupta circumdata Duftschmidt, 1825
- Galeruca  interrupta fulvimargo Reitter, 1908
- Galeruca interrupta interrupta (Illiger, 1802)

## Распространение
Встречаются в западной части Палеарктике от Испании до Центральной Азии, Монголии, Китая и Кореи.